# Fluorid berylnatý
Fluorid berylnatý je anorganická sloučenina s chemickým vzorcem BeF2. Tato bílá pevná látka je hlavním prekurzorem pro výrobu kovového beryllia. Strukturou se fluorid berylnatý podobá křemeni, ale fluorid berylnatý je dobře rozpustný ve vodě.

## Vlastnosti
Fluorid berylnatý má výrazné optické vlastnosti. Ve formě fluoroberylátového skla má nejnižší index lomu pro pevnou látku při pokojové teplotě 1,275. Disperze fluoridu berylnatého je nejnižší pro pevnou látku a činí 0,0093 a nelineární koeficient je rovněž nejnižší a činí 2×10−14.

## Struktura

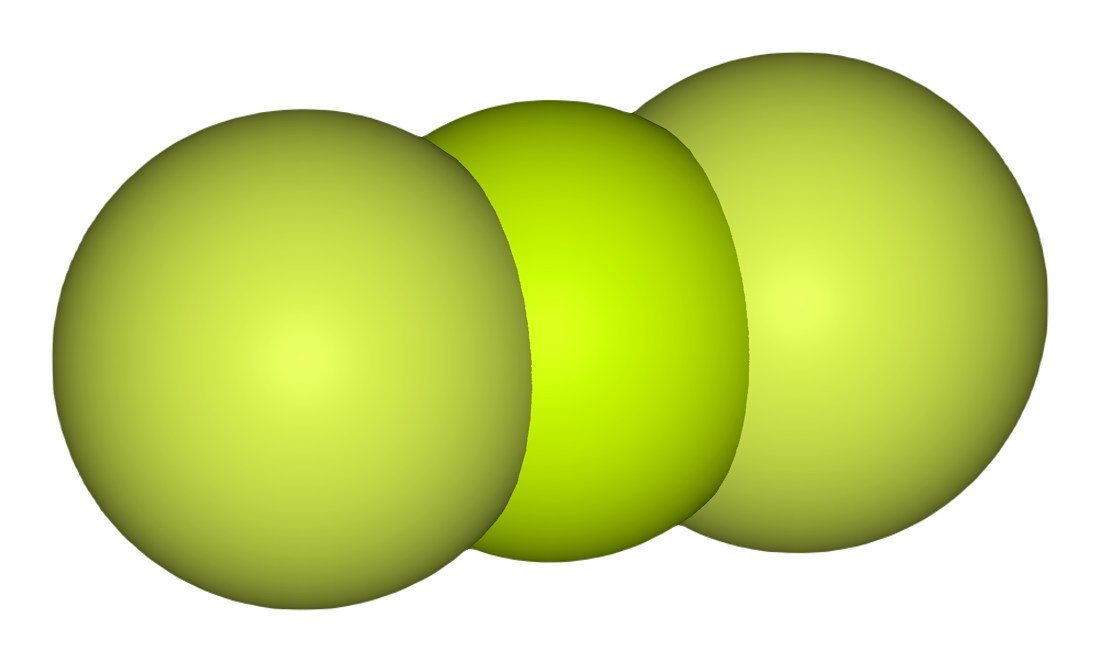
Struktura plynného fluoridu berylnatého

Struktura pevného fluoridu berylnatého se podobá struktuře cristobalitu. Ionty Be2+ jsou tetraedricky koordinované a fluoridy mají koordinační číslo dva. Délka vazeb mezi fluorem a berylliem je přibližně 1,54 Å. Analogicky k oxidu křemičitému může fluorid berylnatý také zaujímat řadu příbuzných struktur. Analogie existuje také mezi fluoridem berylnatým a fluoridem hlinitým: oba přijímají při mírné teplotě rozšířené struktury.

### Plynný a kapalný fluorid berylnatý
Plynný fluorid berylnatý má lineární strukturu se vzdáleností Be-F 143 pm. Fluorid berylnatý dosahuje tlaku par 10 Pa při 686 °C, 100 Pa při 767 °C, 1 kPa při 869 °C, 10 kPa při 999 °C a 100 kPa při 1172 °C.
Molekuly kapalného fluoridu berylnatého mají kolísavou tetraedrickou strukturu. Hustota kapalného fluoridu berylnatého navíc v blízkosti bodu tuhnutí klesá, protože ionty Be2+ a F− se začínají vzájemně silněji koordinovat, což vede k rozšiřování dutin.

## Příprava
Při zpracování beryliových rud vzniká nečistý hydroxid berylnatý. Tento materiál reaguje s hydrogendifluoridem amonným za vzniku tetrafluoroberylnatanu amonného:
Be(OH)2 + 2 (NH4)HF2 → (NH4)2BeF4 + 2 H2O
Tetrafluoroberylnatan je čištěn srážením. Zahříváním přečištěného (NH4)2BeF4 vzniká fluorid berylnatý:
(NH4)2BeF4 → 2 NH3 + 2 HF + BeF2
Reaktivita iontů fluoridu berylnatého s fluoridy je obecně zcela analogická reakcím oxidu křemičitého s oxidy.

## Využití
Redukce fluoridu berylnatého při 1300 °C s hořčíkem v grafitovém kelímku představuje nejpraktičtější cestu k zisku kovového beryllia:
BeF2 + Mg → Be + MgF2
Chlorid berylnatý není užitečným prekurzorem kvůli své těkavosti.
Fluorid berylnatý se využívá v biochemii, zejména v krystalografii proteinů, jako napodobenina fosfátu. ADP a fluorid berylnatý mají tedy tendenci se společně vázat na místa ATP a inhibovat působení proteinů, což umožňuje krystalizovat proteiny ve vázaném stavu.
Fluorid berylnatý tvoří základní složku preferované směsi fluoridových solí používané v jaderných reaktorech s kapalným fluoridem. Fluorid berylnatý se obvykle mísí s fluoridem lithným, čímž vzniká základní rozpouštědlo (FLiBe), do kterého se zavádějí fluoridy uranu a thoria. Fluorid berylnatý je mimořádně chemicky stabilní a směsi LiF/BeF2 (FLiBe) mají nízké teploty tání (360–459 °C) a nejlepší vlastnosti ze všech kombinací fluoridových solí vhodných pro použití v reaktorech.

## Bezpečnost
Sloučeniny beryllia jsou vysoce toxické. Zvýšená toxicita berylia v přítomnosti fluoridu byla zaznamenána již v roce 1949. LD50 u myší je přibližně 100 mg/kg při požití a 1,8 mg/kg při injekci do žíly.